# Li Yuying

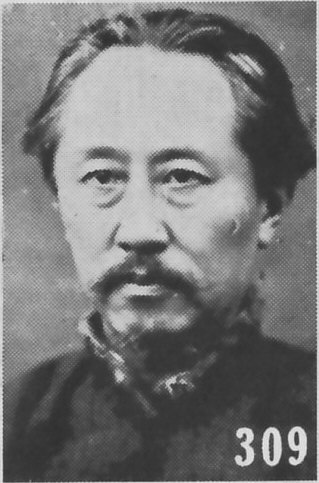
Li Yuying, 1941

Li Yuying (chinesisch 李煜瀛, Pinyin Lĭ Yùyíng, W.-G. Li Yü-ying), Großjährigkeitsname Li Shizeng (chinesisch 李石曾, Pinyin Lĭ Shícéng, W.-G. Li Shih-tseng), (* 29. Mai 1881 in Guangyang, Hebei, Chinesisches Kaiserreich; † 30. September 1973 in Taiwan) war ein chinesischer Agrarökonom und Pädagoge. Er begründete zahlreiche Institutionen zur Förderung chinesischer Kultur, zum Beispiel das Institut Franco-chinois de Lyon. Zudem war er einer der Begründer des Schüleraustausches zwischen China und Frankreich, der so genannten Mouvement Travail-Études.

## Herkunft und Ausbildung
Li Yuying war Sohn eines Würdenträgers am Mandschurischen Kaiserhof. Er wuchs im traditionellen Milieu der chinesischen Oberschicht des Chinesischen Kaiserreichs auf, während der Mandschu-Dynastie hatte seine Familie mehrere kaiserliche Minister hervorgebracht.
Im damals vorherrschenden Klima der Öffnung zum Westen bot sich ihm 1903 die Gelegenheit, Sun Baoqi, damals Botschafter seines Landes, nach Frankreich zu begleiten. In Paris muss er sich alsbald entschlossen haben, die familiär vorgezeichnete Linie als Mandarin zu verlassen. Stattdessen nahm er in Montargis – ihm gefiel die Stadt der drei Kanäle und zwei Flüsse – für drei Jahre ein agrarwissenschaftliches Studium an einer der ältesten Landwirtschaftsschulen Frankreichs, der École Pratique d’Agriculture du Chesnoy (heute: Lycée du Chesnoy), auf. Danach ging er nach Paris, um sich für weitere drei Jahre dem Studium der Chemie und der Biologie an der Sorbonne und dem Institut Pasteur zu widmen.

## Leben und Arbeit
Die auf seinen Abschied aus Montargis im Jahre 1906 folgenden Jahre bis 1910, in denen er parallel zu seinem Studium an der Pariser Universität Sorbonne als Praktikant im Labor von Professor Gabriel Bertrand am Institut Pasteur arbeitete, waren für Li außerordentlich prägend. Noch 1906 gründete er, inspiriert durch das Gedankengut der Anarchisten Pjotr Alexejewitsch Kropotkin und Pierre-Joseph Proudhon, gemeinsam mit Wu Zhihui und Zhang Jingjiang, die Société pour l’avancement de la morale (Gesellschaft zur Förderung der Moral), die ein Jahr später Das Neue Jahrhundert (新世纪, Xin Shiji, Nouveau Siècle, New Era) finanzierte, eine auf die Übersetzung der Schriften der drei führenden Persönlichkeiten des Anarchismus jener Zeit, Peter Kropotkin, Errico Malatesta und Elisée Reclus, ausgerichtete Zeitung auf der Basis der 1895 von dem französischen Anarchisten Jean Grave gegründeten anarchistischen Zeitschrift Les Temps Nouveaux. Er bildete somit das Zentrum der „Pariser Gruppe“ von chinesischen, anarchistisch geprägten Studenten. Ihr Credo erhob Erziehung und Bildung in den Rang wichtiger revolutionärer Aktivitäten. Sie brachten mit ihren Veröffentlichungen zum Ausdruck, dass nur durch Erziehung des Volkes die Ziele des Anarchismus erreichbar seien. Li setzte sich dementsprechend dafür ein, dass die Pariser Gruppe gegenüber ihrem Fokus auf Erziehung die beiden anderen Aktivitätsformen der anarchistischen Theorie, politische Attentate bzw. Organisation der Basisdemokratie, anderen überließ.
Im Jahre 1907 trat Li Yuying der Tongmenghui-Bewegung bei, einer von dem Revolutionsführer und späteren ersten provisorischen Präsidenten der Republik China Sun Yat-sen gegründeten geheimen Widerstandsbewegung. Sie strebte an, „China den Chinesen zurückzugeben“, eine Republik China zu errichten und das Land gerecht zu verteilen.
1908 gründete er in La Garenne-Colombes (Hauts-de-Seine) „Caséo-Sojaïne“, eine Fabrik zur Soja-Verarbeitung und gleichzeitig weltweit die erste industrielle Sojamilch-Produktion. Er war überzeugt, dass China hiermit seinen Ernährungsbedarf decken könnte. Er stellte circa 30 junge, begabte Mitarbeiter ein, die er aus China anreisen ließ und denen er gleichzeitig in Abendkursen eine intellektuelle Ausbildung verschaffte – in der Regel die Aufnahme eines (Biologie-)Studiums. Getreu seinem Motto, mit dem er die Pariser Gruppe der von den europäischen Anarchisten beeinflussten chinesischen Studenten auf die wichtige Rolle der Bildung in einer offenen Gesellschaft fokussiert hatte, finanzierte er ihnen damit eine europäische Ausbildung und verhalf ihnen zu westlich geprägtem Produktions- und Handels-Knowhow. Außerdem sah er darin eine Möglichkeit, praktische Erfahrungen über ein mögliches Leben, Arbeiten und Studium in einer anarchischen Gesellschaft zu sammeln.
Anlässlich der Xinhai-Revolution, mit der die Qing-Dynastie beendet wurde, kehrte Li Yuying 1911 nach China zurück und arbeitete gemeinschaftlich mit L. Grandvoinnet an dem Buch "Le Soja - sa culture, ses usages alimentaires, thérapeutiques, agricoles et industriels" (deutsch: Soja – seine Kultivierung, seine Anwendung als Nahrungsmittel, in der Landwirtschaft, in der Industrie), das 1912 erschien. Im selben Jahr gründete er mit der Befürwortung des Erziehungsministers Cai Yuanpei die Association Travail-Études in Frankreich. Aus dieser Zusammenarbeit entsprang die 1916 gemeinschaftlich in Paris ins Leben gerufene "Société franco-chinoise d'éducation" (Französisch-chinesische Gesellschaft für Erziehung), die mit dem Kulturaustausch zwischen China und Frankreich beauftragt wurde. Bereits 1914 begaben sich über 140 junge Chinesen zu einem Sprachaufenthalt nach Frankreich, nachdem sie eine Einladung zum Erlernen der französischen Sprache im Rahmen eines Vorbereitungslehrgangs in Peking erhalten hatten. Dieses Auslandsstudienprogramm flößte nicht nur den nationalistischen und revolutionären Bewegungen in China Sprachelemente und Gedankengut des europäischen Anarchismus ein, sondern war ein eminent pragmatischer Ansatz, einerseits auch Studenten aus einfachen Verhältnissen ein Auslandsstudium zu ermöglichen und andererseits ein auf gegenseitiger Hilfe und Kooperation (laodong zhuyi) basierendes anarchistisches Organisationsmodell den auf Profit ausgerichteten unternehmerischen Konzepten (baijin zhuyi) gegenüberzustellen.
1914 eröffnete Li Yuying das erste chinesische Restaurant von Paris. Im darauf folgenden Jahr gründete er in China die „Société du travail diligent et des études frugales“ („Gesellschaft für fleißiges Arbeiten und grundlegende Studien“).
Gemeinsam mit einem Freund strebte er 1919 die Gründung eines Instituts Pasteur in Peking an, was von ihm 1922 bei den Feierlichkeiten zum hundertsten Geburtstag von Louis Pasteur in Shanghai vorgeschlagen wurde, sich aber mangels Finanzierung verschob. Obwohl sich Louis Boëz 1929 der Idee wieder annahm, dauerte es bis 1937, dass das Institut gegründet wurde. 1920 beteiligte sich Li Yuying an der Einrichtung einer französisch-chinesischen Universität in Peking sowie an einer gleichartigen Einrichtung in Lyon im darauffolgenden Jahr.
1925 wurde er erster Präsident des Verwaltungsrates des kaiserlichen Palastmuseums in Peking, und 1928 gründete er die Academia Sinica, eine Art chinesisches Weltinstitut. Im Jahre 1932 traf er den französischen Physiker Paul Langevin in Peking, der vom Völkerbund mit der Reorganisation des chinesischen Bildungswesens beauftragt wurde. Auf seine sowie Wu Zhihuis und Cai Yuanpeis Aufruf hin wurde eine permanente chinesische Delegation auf Betreiben der internationalen Organisationen intellektueller Kooperation ins Leben gerufen nebst der Einrichtung einer sino-internationalen Bibliothek in Genf. Zwischen 1937 und 1944 pendelte er zwischen China und Europa hin und her, um den Kampf gegen die totalitären Mächte zu unterstützen und den Kulturaustausch aufrechtzuerhalten. Nach der Niederlage der Japaner kehrte er in sein Heimatland China zurück und begab sich nach Shanghai. 1946 nahm Li Yuying – zum damaligen Zeitpunkt Rektor der Universität Peking – an der Seite von Louis Blaringhem und dem französischen Überseeminister Marius Moutet als Ehrenpräsident am „Grand Congrès du Soja“ (Soja-Weltkongress) in Paris teil. Zum letzten Mal begab er sich 1948 nach Peking, um den 19. Jahrestag der „Académie Nationale de Peping“ zu organisieren.
Im Jahre 1949 siedelte er von China nach Uruguay über, wo er bis 1955 lebte und im Jahre 1954 die Sino-internationale Bibliothek von Montevideo gründete und leitete. Später, im Jahr 1956, begab er sich nach Taiwan und wurde erster Generaldirektor des Nationalen Palastmuseums in Taipeh. 1966 kehrte er nochmals nach Frankreich zurück, um das franko-chinesische Institut in Lyon wieder aufleben zu lassen. Li Yuying starb 1973 im Alter von 92 Jahren in Taiwan.

## Mouvement Travail-Études
Der Name Mouvement Travail-Études wurde aus der chinesischen Philosophie "Qingong jianxue yundong" abgeleitet und bedeutet etwa Bewegung für fleißige Arbeit und zielstrebiges Lernen (Qingong Jianxue Hui). Die Bewegung, an deren Gründung der frankophile Li Yuying maßgeblich beteiligt war, half zwischen 1912 und 1927 jungen Chinesen, nach Frankreich zu reisen, um dort Sprache und Kultur zu studieren. Li Yuying selbst hatte als Agronom die landwirtschaftliche Schule von Chesnoy in Montargis besucht und begründete hier bahnbrechende Erkenntnisse in der Ernährungswissenschaft. Gleichzeitig ließ er sich bei der Verwirklichung des Prinzips des Movement Travail-Études von dem Ausbildungssystem der westlichen Universitäten und Eliteschulen, aber auch von dem politischen Libertinismus dieser Zeit leiten. Eindrucksvoll wurde dies in einer von ihm mitbegründeten lebensmitteltechnischen Industrieproduduktionsstätte, der Caséo-Sojaïne, umgesetzt. Das Leben bekannter Persönlichkeiten Chinas wurde von einer derartigen kulturellen Ausbildung in Frankreich beeinflusst. Darunter der frühere Führer der kommunistischen Partei Chinas Zhou Enlai, der frühere Führer der Volksrepublik China Deng Xiaoping, der frühere chinesische Armeeführer Chen Yi, der Schriftsteller Ba Jin, der Maler Xu Beihong und der Komponist Xian Xinghai.

## Wirken
Li Yuying besaß eine außergewöhnliche Persönlichkeit und hat in seinem eigenen Verständnis sein Leben einem umfassenden Bildungsschaffen gewidmet. Politisch einigen chinesischen, anarchischen Zirkeln seiner Zeit nahestehend – er hatte Proudhon und Kropotkin studiert – verfügte er über eine politische Moral mit einem universalistischen und synkretistischen Anstrich, der aus der chinesischen Tradition und einem westlichen Libertinismus gleichermaßen schöpfte. Über mehrere Jahrzehnte oszillierte sein Leben rastlos zwischen der französischen und der chinesischen Kultur. Sein Beitrag zur Entstehung chinesischer Eliten vor 1949 ist immens.

## Veröffentlichungen
Seine umfassend niedergelegten Erkenntnisse zur Soja-Kultivierung wurden in Buchform veröffentlicht:
- Le soja - sa culture, ses usages alimentaires, thérapeutiques, agricoles et industriels, Li-Yu-Ying et L. Grandvoinnet; übersetzte, überarbeitete und ergänzte Ausgabe betreut von der fernöstlichen biologischen Gesellschaft (Société biologique d'Extrême-Orient). Paris (A. Challamel), 1912, 150 Seiten (fr).